# 韓攻略
韓攻略戦（かんこうりゃくせん）は、紀元前230年に秦が韓を滅ぼした戦い。

## 背景
秦は趙との戦争（肥下の戦い、番吾の戦い）で多大な損害を出し、進攻を阻まれたため、戦略の方針を変更し主攻を韓に定めた。

## 攻略戦
秦王政16年（紀元前231年）、9月、秦は兵を発し、韓の南陽の地を受け、騰を仮の南陽守とした。
秦王政17年（紀元前230年）、騰率いる秦軍は南下し、新鄭を急襲した。韓王安は捕縛され、韓は滅亡した。韓の国土は秦の潁川郡となった。

## 影響
韓を滅ぼしたことにより、秦の統一への道が開かれた。韓は脆弱な国であったが、兵器は精良であり、「天下之強弓勁弩皆從韓出（優れた弓と弩は全て韓から生まれた）」と評されるほどであった。よって韓を併合することで秦の軍事力はさらに強化された。韓の地理的な位置も重要で、魏、趙、楚の間に位置しており、これが秦の東進を防ぐ前線となっていた。韓が占める伊闕、成皋などの地域は天険であり、攻めるに難しく、韓が存在する限り他の国々は安定していたため、韓を迅速に滅ぼすことで秦は統一の進展を大いに加速させた。